# Karinthy Márton
Karinthy Márton (Budapest, 1949. szeptember 1. – 2019. november 6.) Kossuth-díjas magyar színigazgató, színházrendező, író, a Karinthy Színház (és ennek elődje, a Hököm Színpad) alapító igazgatója. 2002-ben a Színház és Filmművészeti Főiskolán summa cum laude minősítéssel Doctor of Liberal Arts (DLA) tudományos fokozatot szerzett. Karinthy Ferenc író fia, Karinthy Frigyes író unokája.

## Élete
Karinthy Ferenc és Boros Ágnes gyermekeként született. Középiskolai tanulmányait a Fazekas Mihály Gimnáziumban végezte. A Színház- és Filmművészeti Főiskola rendezői szakát 1973-ban végezte el, Marton Endre és Kazán István, később Babarczy László osztályában. Vizsgarendezése G. B. Shaw: A sors embere, majd a szolnoki Szigligeti Színházban G. B. Shaw Szent Johannája volt. 1973–1975 között a Békéscsabai Jókai Színház, 1975–1977 között a Pécsi Nemzeti Színház, 1977–1980 között a Thália Színház, 1980–1982 között a Népszínház rendezője. 1978–1980 között a Gorsiumi Nyári Játékok vezetőjeként is dolgozott.
Részt vett a Reflektor Színpad és a Játékszín létrehozásában.
Ugyanekkor rendszeresen dolgozott tévérendezőként is. A Színművészeti Főiskolán több osztály vizsgaelőadását rendezte. (Juhász István: Autópályán, Vámos Miklós: Ide meg csak délben süt be egy darabig.) Amatőr együtteseket vezetett, többek közt a Semmelweis Orvostudományi Egyetemen. (William Shakespeare: Windsori víg nők, Molière: Tudós nők, Agatha Christie: Az egérfogó)
1982-ben megalapította a Hököm Színpadot (1988-tól Karinthy Színház), a háború utáni első magánszínházat, amelynek rendezője és igazgatója. (A megnyitó előadás a Kaffka Margit Gimnázium dísztermében volt, Karinthy Ferenc: Gőz és Hubay Miklós: A zsenik iskolája című darabjával.) A színház átalakítása után, 2012-ben az emeleten nyílt meg a Hököm Stúdió, ahol kisebb, alternatív előadásokat tudnak tartani.
2003-ban jelent meg nagy sikerű könyve, az Ördöggörcs (I–II. Utazás Karinthyába, Ulpius-ház, 2003), ami elsősorban Karinthy Gáborról, a nagybátyjáról szól, e köré építve pedig meditációs regény önmagáról, a család nagy tehetségű tagjairól. 2006-ban ötrészes rádiójáték készült a könyv alapján. Tervezik a filmváltozatát. 2013-ban ismét kiadták a regényt. A 2017-es Ünnepi Könyvhétre a Noran Libro Kiadó megjelentette a mű harmadik kiadását.
2012-ben svédül is megjelent az Ördöggörcs-Utazás Karinthyába.(Djavulskramp – Besök I Karinthyland, Branda Böcker Förlag). 2016-ban a könyvet norvég nyelvre fordítják. 2017-ben készül a könyv francia és angol fordítása.
A homoszexualitás elfogadásával kapcsolatos szimpátiáját a színházi repertoárjában is kifejezésre juttatja.
2007 végén jelent meg újabb kötete, A vihar kapuja címmel, mely Karinthy rendező osztályának (1968–1973) történetét meséli el. Máté Gábor a tanítványai számára beszédvizsgát készített a könyv alapján, amely több fesztiválon is sikert aratott. 2016-ban ötrészes rádiójáték készült belőle.
A 2012-es könyvhétre jelent meg a Magyarnak lenni sorozatban az Okosan kell szeretni magyarságunkat című kötete.
2004 őszén megalakult a Karinthyt Olvasók Baráti Köre (vezetője: Rummel József), mely igyekszik felfedezni, továbbéltetni a Karinthy-szellemiséget. Irodalmi estjeiken gyakori vendég volt Karinthy Márton.
2013-ban színházi és írói pályája elismeréseként Kossuth-díjat kapott.
2013. november 11-én Újbuda díszpolgára lett. 2013-ban VOSZ Regionális Príma díjat vehetett át. 2016-ban a MASZK- egyesület Vámos László rendezői-díjában részesült.
Utolsó rendezése a Veszélyes forduló című darab volt, amelyet betegsége miatt Földes Eszter vett át. A Karinthy Színház közleménye szerint színházát lánya, Karinthy Vera, valamint két közeli munkatársa működteti tovább.
2019. november 26-án helyezték végső nyugalomra a Fiumei úti sírkertben. A temetésen beszédet mondott Kocsis András Sándor, a Kossuth Kiadó vezérigazgatója és Kéri Kitty színésznő. A szertartáson számos művész és közéleti személyiség részt vett.

### Családja
Karinthy Ferenc író fia, Karinthy Frigyes író unokája. Felesége Gyárfás Juli volt, Gyárfás Miklós dramaturg lánya. Lányuk Karinthy Vera. Unokái Karinthy-Oláh Janka Liza és Karinthy-Oláh Júlia Elza.

## Színházi rendezései

### Ódry Színpad
- G.B. Shaw: A sors embere (1972)
- Juhász István: Kismutatók (1973)
- Vámos Miklós: Ide meg csak reggel süt egy darabig (1978)
- Juhász István: Autópályán (1978)

### Szolnoki Szigligeti Színház
- G.B. Shaw: Szent Johanna (1972)

### Békéscsabai Jókai Színház
- Jones: Fantasztikus (1973)
- Tamási Áron: Boldog nyárfalevél (1974)
- Thornton Wilder: A mi kis városunk (1974)
- Jókai – Ambrózy – Daróci Bárdos: Telihold (1975)
- Sarkadi Imre: Ház a város mellett (1975)

### Pécsi Nemzeti Színház
- Mark Twain: Tom Sawyer kalandjai (1973)
- Mascagni: Parasztbecsület (1973, 1975)
- Páskándi Géza: Szeretők a hullámhosszon (1975)
- Arisztophanész: Plutosz (A gazdagság) (1976)
- Barillet-Grédy: Rózsaszál a reggelihez (1976)
- Dosztojevszkij- Császár István: Istvánfalva (1977)

### Gorsiumi Nyári Játékok
- Euripidész: Helené (1977)
- Euripidész: Alkésztisz (1977)
- Arisztophanész: Plutosz (1978)

### Thália Színház
- Mándy Iván: Gong (1978)

### Reflektor Színpad
- Vucetic: Búcsúvacsora (1978)
- Aldo Nicolai: Ámokfutó (1981)

### Játékszín
- Karinthy Ferenc: Gőz (1978)
- Edward Albee: Állatkerti történet (1978)
- Boldizsár Miklós: A hős avagy Zrínyi Péter horvát bán halálának szomorú története (1980)

### Népszínház
- Harriet Beecher Stowe: Tamás bátya kunyhója (1981)
- Maugham-Nádas-Szenes: Imádok férjhez menni (1981)
- Munkácsi Miklós: A briliánsok szombatja (1981)
- Benedek András: A táltos fiú (1982)
- Csurka István: Az idő vasfoga (1982)

### Hököm Színpad
- Fekete István: Vuk (1982)
- Hubay Miklós: A zsenik iskolája (1982)
- Karinthy Ferenc: Gőz (1982)
- Végh Antal: Miért bántják a magyar futballt? Avagy te is totóztál haver? (1983)
- Aszlányi Károly: Amerikai komédia (1983)
- Karinthy Ferenc: Gellérthegyi álmok (1984)
- Romhányi József-Rigó Béla: Dr. Bubó házassága (1984)
- Csehov: A dohányzás ártalmasságáról (1984)
- Csehov: Leánykérés (1984)
- Csehov: Medve (1984)
- Páskándi Géza: Szeretők a hullámhosszon (1984)
- Jaroslav Hašek: Švejk, a derék katona (1985)
- Beecher Stowe–A. Brustein: Tamás bátya kunyhója (1986)
- Harsányi Gábor: Meghódítjuk Amerikát! (1986)
- Karinthy Frigyes: A bűvös szék, avagy ki az őrült a csárdában (1987)
- Szirmai–Bakonyi–Gábor: Mágnás Miska (1987)
- Színigazgatóként bemutatta Csongrádi Mária gyermekelőadásait: A Hercegnő és a Varázsló (1985), Ali Baba meg a Rablók (1986), Peti meg a Róka (1987)

### Debreceni Nyári Miniteátrum
- Karinthy Ferenc: Dunakanyar (1983)

### Karinthy Színház

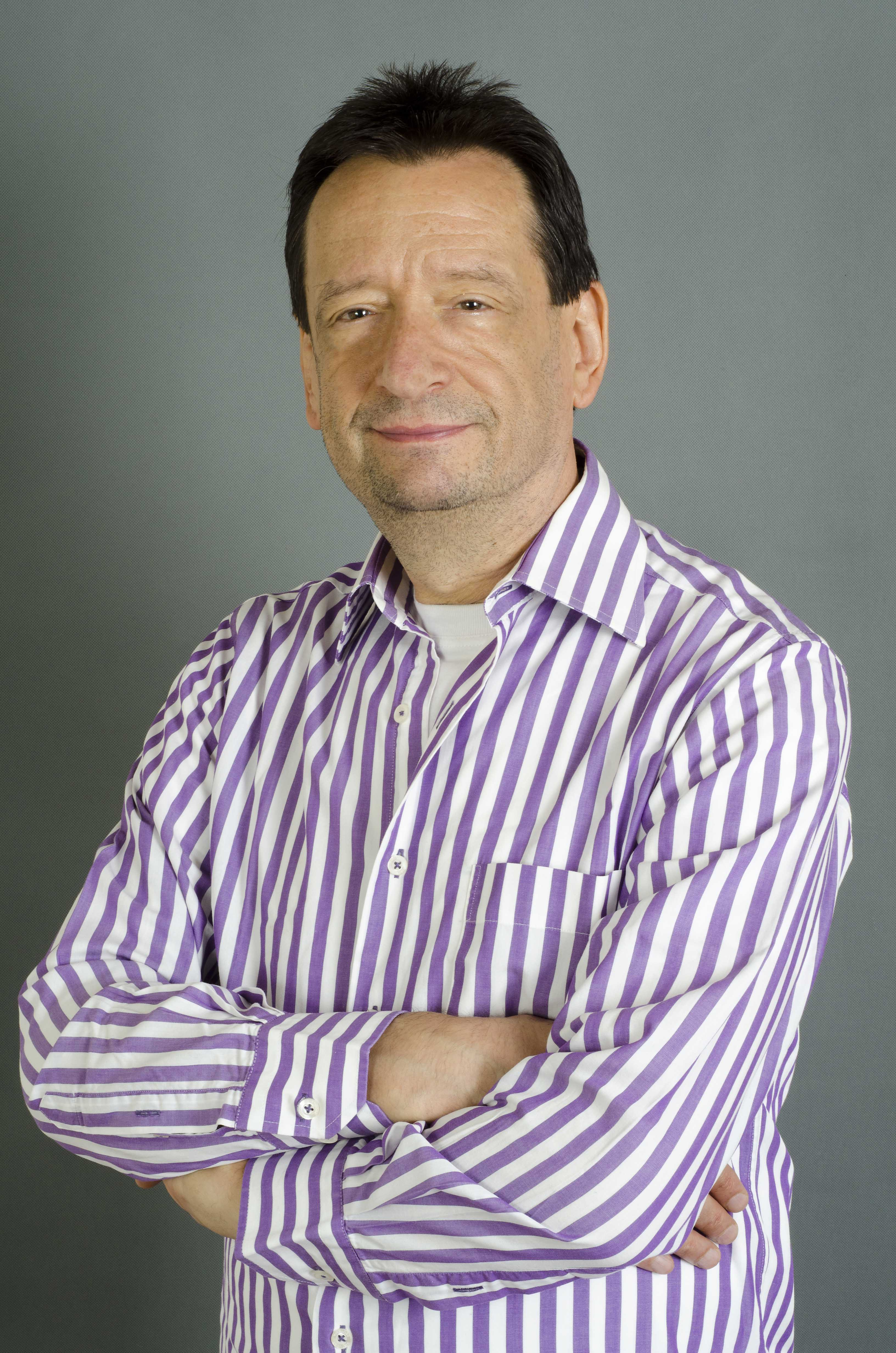
A Karinthy Színház igazgatójaként

- John Steinbeck: Egerek és emberek (1988)
- Agatha Christie: Az egérfogó (1988)
- Ágoston György: Miből élnek itt az emberek? (1989)
- Karinthy Frigyes: Lepketánc (1989)
- Gyárfás Miklós: Mennyei riport (1989)
- Vitéz-Vadnay-Ágoston: Meseautó (1989)
- Bradányi Iván: Vidám válás (1990)
- Méray Tibor: Búcsúlevél (1991)
- Nekem is lesz televízióm (Harsányi Show)(1991)
- Moreto: Donna Diána (1991)
- Crowley: Fiúk a csapatból (1992)
- Fierstein: Kakukktojás (1993)
- Vadnay László: A csúnya lány (1993)
- Neil Simon: A nagymama soha (1994)
- Szakonyi Károly: Adáshiba (1994)
- Aszlányi-Karinthy-Gyulai Gaál-Romhányi: A hét pofon (1995)
- Priestley: Váratlan vendég (1996)
- Karinthy Márton: Korai fagy (Filmadaptáció) (1996)
- Karinthy Frigyes- Szakonyi Károly: Tanár úr, kérem! (1996)
- Poiret: Őrült nők ketrece (1997)
- Karinthy Frigyes: Ki a normális? avagy A marha férj (1997)
- Szerb Antal: Ex – királyi szélhámosság (1998)
- Tabi László: Spanyolul tudni kell (1999)
- Kellér Dezső – Zerkovitz Béla: Az alvó férj (1999)
- Joseph Kesselring: Arzén és levendula (2000)
- Eisemann Mihály: Bástyasétány 77 (2000)
- William Shakespeare: Harmadik Richárd (2000)
- Karinthy Ferenc: Szellemidézés (2002)
- Karinthy Márton: Lassú felmelegedés (Filmadaptáció) (2003)
- Bacsó Péter-Vajda Kati: A tanú (2003)
- Nóti Károly: Szeressük egymást (2004)
- Gyárfás Miklós-Vajda Anikó-Vajda Katalin: Butaságom története (2005)
- Vajda Anikó: Szerelem@könyv.hu (2006)
- Marcel Achard: Dominó (2008)
- Bernard Shaw: Tanner John házassága (A Don Juan-kód) (2008)
- Jane Austen: Büszkeség és balítélet (2009)
- Moldova György: Te furcsa katona! (2010)
- Fodor László: A templom egere (2011)
- Mikszáth Kálmán: Szent Péter esernyője (2011)
- J. M. Barrie: Egyenlőség (2012)
- Vaszary Gábor: Klotild néni (2013)
- Karinthy Ferenc: Nők (Aranyidő) (2013)
- Nóti Károly-Fényes Szabolcs-Szenes Iván: Nyitott ablak (2014)
- Marcel Achard: A bolond lány (2015)
- Dunai Ferenc: A nadrág (2015)
- Aszlányi Károly: Péter, avagy szélhámos kerestetik (2016)
- Thornton Wilder: A mi kis városunk (2017)
- Oscar Wilde: Bunbury, avagy Szilárdnak kell lenni (2018)

#### Színházigazgatóként bemutatta
- Karinthy Frigyes: Minden másképp van. rendező: Wiegmann Alfréd
- Gershe: A pillangók szabadok. Rendező: Mészáros Károly
- Coburn: Kopogós römi. Rendező: Valló Péter
- Mastrosimone: Az erőszak határai. Rendező: Christian Heppinstall
- Harsányi Gábor: Sztriptízbár a Cityben. Rendező: Harsányi Gábor
- Molnár Ferenc: Delila. Rendező: Christian Heppinstall
- Shakespeare: A vihar. A Pelegrinus Színház vendégjátéka
- Csipkerózsika (A Pelegrinus Színház előadása)
- Karinthy Ferenc: Hatkezes (Bösendorfer, Dunakanyar) Rendező: Berényi Gábor
- Gábor Andor: Ciklámen. Rendező: Honti György
- Örkény István: Macskajáték. Rendező: Dávid Zsuzsa
- Alfonso Paso: Ön is lehet gyilkos. Rendező: Böröndi Tamás
- Harling: Acélmagnóliák. Rendező: Bencze Ilona
- Karinthy Ferenc: Leánykereskedő. Rendező, Cserje Zsuzsa
- Ann Jelicoe: A trükk. Rendező: Naszlady Éva
- Neil Simon: A Napsugár Fiúk. Rendező: Szőke István és Koltai Róbert
- Vadnay-Nóti Zágon-Eisemann: Hippolyt a lakáj. Rendező: Szőke István
- Vadnay-Békeffi-Márkus: Tisztelt Ház. Rendező: Szurdi Miklós
- Molière: Tudós nők. Rendező: Kéri Kitty
- Taylor: A Bermuda háromszög botrány. Rendező: Bodrogi Gyula
- Verebes István: Hat celeb keres egy szorzót. Rendező: Verebes István
- Stephen King: Tortúra. Rendező: Iványi Árpád (2010)
- Somerset Maugham: Csodás vagy, Júlia. Rendező: Szalma Doroty (2010)
- Márai Sándor: Eszter hagyatéka. Rendező: Szalma Doroty (2010)
- Márai Sándor: Válás Budán. Rendező: Kőváry Katalin (2010)
- Robert Thomas: Szegény Dániel. Rendező: Kőváry Katalin (2011)
- Vajda Anikó: Prima Donna, avagy a Balaton csillaga. Rendező: Czeizel Gábor (2011)
- Federico Fellini-Pataki Éva: Cabiria éjszakái. Rendező: Mészáros Márta (2011)
- Csurka István: Eredeti helyszín. Rendező: Böhm György (2011)
- Nóti Károly: Süt a Hold. Rendező: Kiss Gábor (2011)
- Mark Twain: Koldus és királyfi Rendező: Heidinger Zoltán
- Mark Twain: Tom Sawyer kalandjai. Rendező: Heidinger Zoltán
- Hunyady Sándor-Márkus Alfréd: Lovagias ügy. Rendező: Verebes István (2011)
- Vámos Miklós: Marilyn Monroe csodálatos halála. Rendező: Böhm György (2012)
- Békeffi István-Stella Adorján: Janika. Rendező: Honti György (2012)

Cseke Péter rendezései:
- Katajev:Bolond vasárnap,
- Feydeau: A női szabó,
- Somerset Maugham: Dzsungel,
- Axelrod: Good bye Charlie!,
- Vajda Anikó: Őrült nász,avagy esküvő a lokálban
- Joe Bettancourt: A New York-i páparablás,
- Gábor Andor: Dollárpapa

Vidovszky György rendezései:
- Frank Wedekind: A tavasz ébredése,
- Móricz Zsigmond: Árvácska,
- Kosztolányi Dezső: Aranysárkány,
- Jegyzetek az Anna Frank naplójához
- Ron Clarc-Sam Bobrick: Én, te őt! Rendező: Verebes István (2012)
- Molnár Ferenc: Az ördög. Rendező: Balikó Tamás (2013)
- Vörösmarty Mihály: Csongorok, Tündék. Rendező: Tóth Miklós (2013)
- Csathó Kálmán-Deres Péter: Te csak pipálj, Ladányi. Rendező: Kőváry Katalin (2013)
- Szász Péter-Aldobolyi Nagy György-Verebes István: Whisky esővízzel. Rendező: Verebes István (2013)
- Lengyel Menyhért: Róza. Rendező: Benedek Miklós (2014)
- Antoine de Saint-Exupery: A kis herceg. Rendező: Botos Éva (2014)
- Molnár Ferenc: Olympia. Rendező: Korcsmáros György (2015)
- Peter Quilter: Csalogány család. Rendező: Kőváry Katalin (2015)
- Murray Shisgal: Második nekifutás. Rendező: Szilágyi Tibor (2015)
- Nell Dunn: Gőzben. Rendezte: Korcsmáros György (2016)
- Hilbert Janosa: Rozsda lovag és Fránya Frida. Rendezte: Bozsik Yvette (2016)
- Joe Orton: Szajré. Rendezte: Böhm György (2016)
- Kander-Ebb-Masteroff: Nercbanda (70 Girls 70!) Rendezte: Korcsmáros György (2016)[15]
- Stephen King-William Goodman: Tortúra (Új bemutató) Rendezte: Iványi Árpád (2017)
- Ronald Harwood: Szembesítés (A karmester) Rendezte: Szántó Erika (2017)
- Zsurzs Kati: Zsuzsika hangja. Rendezte: Zsurzs Kati (2017)
- Eisemann Mihály-Harsányi Zsolt-Zágon István: XIV. René. Rendezte: Csizmadia Tibor (2017)
- Molnár Ferenc: Az ördög. Balikó Tamás rendezését színpadra állította: Szabó P. Szilveszter (2017)
- Rejtő Jenő nyomán: A piszkosak.(Koprodukció a Nézőművészeti KFT-vel.) Rendező: Scherer Péter (2018)[forrás?]
- Karinthy Frigyes-Deres Péter-Nyitrai László-Máthé Zsolt: Tanár úr kérem (musical) Rendezte: Simon Kornél (2018)[forrás?]
- Roberto Athayde: Margarida asszony. Rendezte: Böhm György (2018)
- Lewis Caroll-Bodor Panna: Aliz Csodaországban (Koprodukció a Hököm Projecttel) Rendező: Kovács Henrietta(2018)
- Miro Gavran: A baba (Koprodukció a Budapesti Operettszínházzal) Rendező: Szabó P. Szilveszter (2018)
- Mika Myllyaho: Káosz. Rendező: Horgas Ádám (2019)
- Laurent Buffy: Lököttek. Rendező: Kelemen József (2019)

A Hököm Stúdióban:
- Benedek Albert: Degeneráció. Rendező: Kovács Henrietta
- Karinthy Ferenc: Gellérthegyi álmok. Rendező: Kovács Henrietta
- Grimm-Szuda-Barna: Hamupipőke. Rendező: Kovács Henrietta
- Thuróczy Katalin: Pandora szelencéje. Rendező: Dányi Krisztián

### Mikroszkóp Színpad
- Csongrádi Kata: Téves kapcsolás (1994)

## Filmjei
- Hubay Miklós: Tüzet viszek (1980)
- Jókai Mór: Gazdag szegények (1980)
- Karinthy Frigyes: A nagy ékszerész (1978)
- Karinthy Ferenc: Szellemidézés (1984)
- Labiche-Kállai István: A persely (1984)
- Aszlányi Károly: Amerikai komédia (1978, TV). (Forgatókönyv: Juhász István)
- Vészi Endre: Drága jótevőnk (1979)
- Vámos Miklós: Halak a parton (1978)
- Szabó György: Summa summarum (1977)
- Juhász István: Blanka (1976)
- Juhász István: Epizód (1977)
- Megérjük a pénzünket (1977)
- Szalay Kristóf: Deux ex machina (2007)
- Karinthy Frigyes-Szakonyi Károly: Tanár úr kérem (2008)

## Televízióban bemutatott darabjai és műsorai
- G. B. Shaw Szent Johanna (1972)
- G. B. Shaw: A sors embere (1972)
- Vucetic: Búcsúvacsora (1978)
- Aldo Nicolai: Ámokfutó (1981)
- Euripidész: Helené (1977)
- Euripidész: Alkésztisz (1977)
- Dosztojevszkij-Császár István: Istvánfalva (1977)
- Arisztophanesz: Plutosz (A gazdagság) Színházi közvetítés. Gorsiumi Nyári Játékok (1978)
- Harriet Beecher Stowe: Tamás bátya kunyhója (1981)
- Karinthy Frigyes: A Bűvös szék, avagy ki az őrült a csárdában? (1989)
- Miből élnek itt az emberek? Békebeli kabaré (1988)[16]
- Nekem is lesz televízióm. Harsányi show (1991)
- Cimbora-sorozat (1975-78)
- Telefere-sorozat (1977-78)

## Művei
- Ördöggörcs. Utazás Karinthyába; Ulpius-ház, Bp., 2003, 2013, Noran-Libro Kiadó, 2017
- A vihar kapuja. Színművészeti főiskolások '68-'73. Egy családregény eleje; Ulpius-ház, Bp., 2007
- Okosan kell szeretni a magyarságunkat. Karinthy Márton színigazgató, íróval beszélget Dutka Judit; Kairosz, Bp., 2012 (Magyarnak lenni)
- Djävulskramp. Besök i Karinthyland (Ördöggörcs); Brända böcker, Stockholm, 2012

## Díjai
- A Magyar Köztársasági Érdemrend tisztikeresztje (1997)
- Pro cultura XI. (2002)[17]
- Budapestért díj (2003)
- Kossuth-díj (2013)
- Újbuda díszpolgára (2013)
- Regionális Príma-díj (2013)
- Vámos László-díj (2016)